# المرزبان بن رستم
المرزبان بن رستم الفريمي كان الحاكم الثالث عشر للدولة الباوندية من 979 إلى 986. كان ابن وخليفة رستم الثاني. وفي بعض المصادر تغير اسمه إلى رستم بن المرزبان، مما سبب بلبلة بين المؤرخين، وجعلهم يظنون أنهما شخصان.

## السيرة

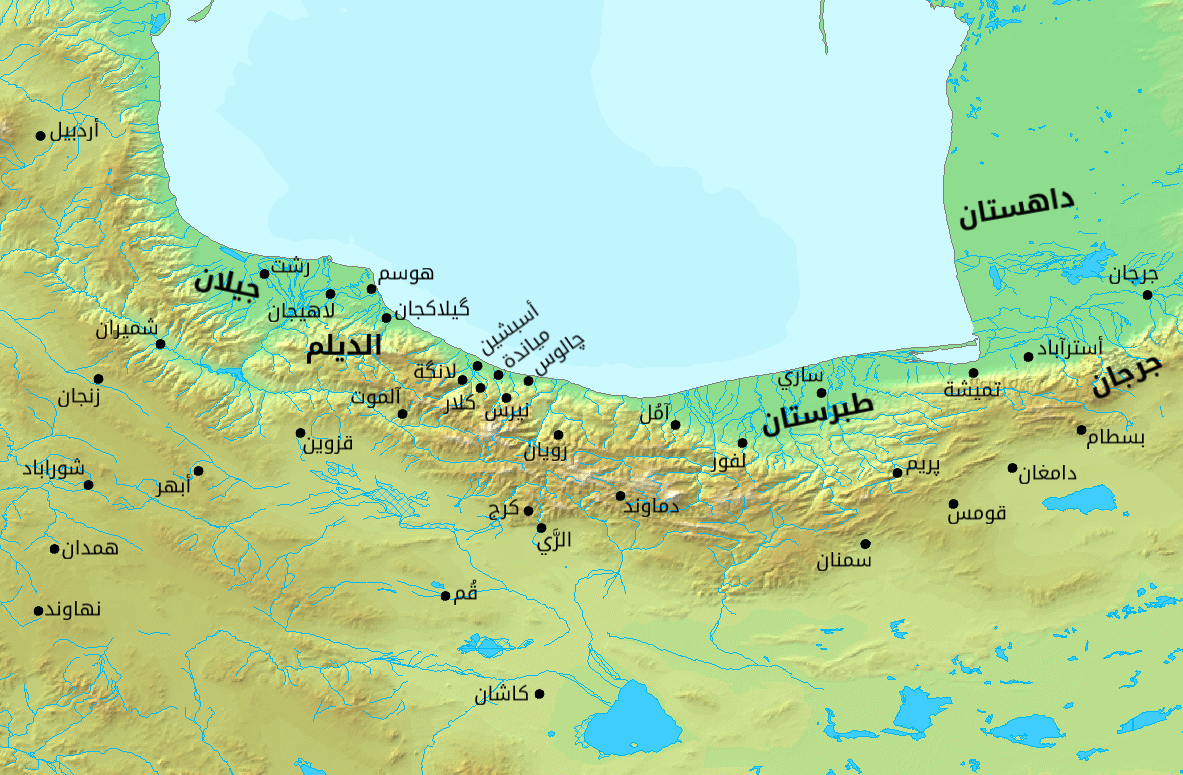
خريطة شمال إيران

وبحسب المؤرخ هلال الصابئ، كان للمرزبان أخت اسمها السيدة شيرين، وهي زوجة الحاكم البويهي فخر الدولة، وأم مجد الدولة. ومع ذلك، وفقًا لكتاب المشورة (قابوس نامه) التي صدر في عهد الحاكم الزياري قيقاوس (الذي كان من أصل باوندي)، فإن السيدة شيرين هي ابنة أخت المرزبان. كان هناك عدة التباسات حول حكم الملوك الباونديين بعد وفاة رستم الثاني. في عام 986، لم يعد يُذكر المرزبان باعتباره حاكم الدولة الباوندية، بل ذُكر شخص معين يُدعى شروين الثالث بدلًا من ذلك.
وفي العام التالي، ذُكر شخص معين يُدعى شهريار الثالث باعتباره حاكمًا للدولة الباوندية. ثم ذُكر المرزبان مرة أخرى في المصادر، حيث خلع شهريار الثالث، وأعاد نفسه حاكمًا للدولة الباوندية. في عام 998، عاد شهريار الثالث إلى طبرستان بمساعدة الزياريين، وانتزع العاصمة فريم من المرزبان. إلا أن المرزبان، بمساعدة البويهيين، تمكن من صده سريعًا عن المدينة. وسرعان ما شن شهريار الثالث هجومًا مضادًا آخر، وهزم المرزبان. ثم اعتلى شهريار الثالث العرش الباوندي، وأعلن الاستقلال عن حكم الزياريين. فاستغل المرزبان هذه الفرصة ليُصبح تابعًا للزياريين، ويستعيد عرشه. ثم فر شهريار الثالث إلى الري، حيث توفي هناك في عام 1000. في عام 999م، زار العالم الشهير البيروني بلاط المرزبان.
من المحتمل أن المرزبان حكم حتى عام 1006، عندما انتهى حكم سلالة الباونديين على يد الحاكم الزياري قابوس. ومع ذلك، استمر العديد من الأمراء الباونديين في الحكم في أجزاء محلية صغيرة من مازندران. وقد ورد ذكر أمير باونديّ يُدعى أبا جعفر محمد، في مساعدة مجد الدولة، ضدّ المتمرد الديلمي ابن فولاذ في عام 1016، وضدّ الحاكم الكاكوييّ محمد بن رستم دوشمانزيار في عام 1028، والذي قد يكون هو نفسه من أصل باونديّ.

## الأعمال
ومن المعروف أن المرزبان كتب في الطبري كتاب فاكهة الخلفاء ومفاكهة الظرفاء (مرزبان نامه)، الذي يحكي عن تاريخ ملوك إيران قبل الإسلام.